# だんしじょし
「だんしじょし」は、日本のロックユニット・センチメンタル・バスが1998年11月21日にエピックレコードよりリリースした2枚目のシングルである。

## 収録曲
1. だんしじょし
2. 雨あがり
3. だんしじょし(バッキング・トラック)

全作詞：赤羽奈津代、作曲：鈴木秋則
| スタブアイコン | サブスタブ | この項目は、まだ閲覧者の調べものの参照としては役立たない、シングルに関連した書きかけの項目です。この項目を加筆・訂正などしてくださる協力者を求めています（P:音楽/PJ:楽曲）。 |